# Robakowo (gromada w powiecie chełmińskim)
Robakowo – dawna gromada, czyli najmniejsza jednostka podziału terytorialnego Polskiej Rzeczypospolitej Ludowej w latach 1954–1972.
Gromady, z gromadzkimi radami narodowymi (GRN) jako organami władzy najniższego stopnia na wsi, funkcjonowały od reformy reorganizującej administrację wiejską przeprowadzonej jesienią 1954 do momentu ich zniesienia z dniem 1 stycznia 1973, tym samym wypierając organizację gminną w latach 1954–1972.
Gromadę Robakowo z siedzibą GRN w Robakowie utworzono – jako jedną z 8759 gromad na obszarze Polski – w powiecie chełmińskim w woj. bydgoskim, na mocy uchwały nr 24/4 WRN w Bydgoszczy z dnia 5 października 1954. W skład jednostki weszły obszary dotychczasowych gromad Robakowo, Gorzuchowo, Krajęcin, Piątkowo, Pilewice i Sarnowo ze zniesionej gminy Robakowo oraz kolonia Chrusty z dotychczasowej gromady Malankowo ze zniesionej gminy Lisewo w tymże powiecie. Dla gromady ustalono 23 członków gromadzkiej rady narodowej.
31 grudnia 1959 do gromady Robakowo włączono obszar zniesionej gromady Paparzyn w tymże powiecie.
Według stanu na rok 1966 gromada obejmowała powierzchnię 47,3 km² i zamieszkana była przez 2579 mieszkańców. W jej skład wchodziły następujące sołectwa: Gorzuchowo, Krajęcin, Chrusty, Łyniec (wraz ze wsią Wabcz-Kolonia), Obory, Paparzyn, Pilewice, Piątkowo, Robakowo, Sarnowo oraz Trzebiełuch (wraz ze wsią Klęczkowo).
Gromada przetrwała do końca 1972 roku, czyli do kolejnej reformy gminnej.